# Tư Mã Sở Chi
Tư Mã Sở Chi (giản thể: 司马楚之; phồn thể: 司馬楚之; bính âm: Sīmǎ Chuzhī, 390 – 464) là đại tướng nhà Bắc Ngụy thời Nam Bắc triều trong lịch sử Trung Quốc.

## Tiểu sử
Tư Mã Sở Chi có tên tự là Đức Tú, là hoàng thân nhà Đông Tấn, con của thứ sử Ích châu Tư Mã Vinh Kỳ.

## Cảm hoá thích khách
Tư Mã Sở Chi lớn lên khi nhà Đông Tấn đã suy yếu. Phía bắc, các tộc Ngũ Hồ xâm chiếm trung nguyên, nhà Tấn chỉ còn Giang Nam. Bên ngoài, khởi nghĩa nông dân nổi lên, do Lư Tuần cầm đầu, khuynh đảo vùng Giang Nam. Bên trong triều đình, các quyền thần tranh quyền đánh giết lẫn nhau. Tướng Lưu Dụ tiêu diệt được quyền thần Hoàn Huyền cướp ngôi nhà Tấn (405) và dẹp được khởi nghĩa Lư Tuần (1411) nhưng lại trở nên lộng quyền, cũng muốn lấy ngôi nhà Tấn.
Lưu Dụ nắm quyền lớn trong tay, lần lượt trừ khử tông thất họ Tư Mã. Sau khi cha Tư Mã Sở Chi bị Dương Thừa Tổ giết, chú của ông là Tư Mã Tuyên Kỳ và anh ông là Tư Mã Trinh Chi đều bị Lưu Dụ sát hại. Tư Mã Sở Chi sợ hãi phải bỏ trốn theo người trong họ là Tư Mã Hưu Chi đã trốn vào nước Hậu Tần trước đó. Năm 417, Lưu Dụ mang quân đánh diệt Hậu Tần, Sở Chi lại trốn về Nhữ Vĩnh tập hợp lực lượng báo thù.
Năm 420, Lưu Dụ phế Tấn Cung Đế lập ra nhà Lưu Tống. Sở Chi chiêu nạp nghĩa sĩ để khôi phục nhà Tấn, người theo ông có trên 1 vạn.
Lưu Dụ lo lắng bèn sai thích khách Mộc Khiêm đi ám sát ông. Mộc Khiêm đến trá hàng, định nhân thời cơ để ra tay. Tư Mã Sở Chi đối đãi với Mộc Khiêm rất ưu đãi. Một đêm, Khiêm giả cách ốm, chờ ông đến để đâm chết.
Tư Mã Sở Chi nghe tin Mộc Khiêm ốm, bèn mang thuốc thang đến thăm hỏi. Mộc Khiêm thấy ông chân tình nồng hậu, rất cảm động, liền rút con dao nhọn dưới chiếu ra, thuật lại hết sự việc cho ông biết. Cũng từ đó Mộc Khiêm theo hàng, làm hộ vệ cho Sở Chi.

## Thù Tống theo Ngụy
Tuy nhiên, lực lượng của Sở Chi không đánh lại được nhà Tống. Nhân lúc tướng Bắc Ngụy là Hề Thăng nhận lệnh của Ngụy Minh Nguyên Đế (Thác Bạt Tự) đi đánh Lưu Tống ở Hà Nam, Sở Chi bèn đến chỗ Hề Thăng xin hàng. Ông được vua Nguỵ giao giữ chức thứ sử Kinh châu.
Năm 435, thời Ngụy Thái Vũ Đế (Thác Bạt Đào), ông nhận lệnh về triều, được phong chức An Nam đại tướng quân, đi đánh Lưu Tống. Sở Chi làm tiên phong đi đầu, phá tan quân Tống của đại tướng Chất Ngạn Chi, bắt sống được 3 tướng Tống là Chu Tu Chi, Lý Nguyên Đức và Thân Mạc cùng hơn 1 vạn tù binh. Sở Chi dâng thư xin tiếp tục nam tiến nhưng vua Nguỵ cho rằng quân sĩ chiến đấu lâu ngày đã mệt nên không phê chuẩn và triệu ông về triều.
Chiến trường giữa Bắc Ngụy và Lưu Tống sau đó kéo dài trong nhiều năm nhưng không phân thắng bại, Tư Mã Sở Chi tiếp tục dự trận và lập công nhưng không xoay chuyển được tình hình.

## Trấn ải bắc
Phía bắc nước Nguỵ lúc đó có bộ tộc Nhụ Nhụ hay xâm lấn. Ông được lệnh theo xa giá đi đánh Nhụ Nhụ, phụ trách lương thảo. Lúc đó trấn bắc tướng quân nhà Nguỵ là Phong Thạp phản Nguỵ chạy theo Nhụ Nhụ, báo hết tình hình bên Nguỵ cho Nhụ Nhụ, xin tướng Nhụ Nhụ tập kích lương thảo của Sở Chi.
Tướng Nhụ Nhụ nghe theo, bèn sai người đi dò la tin tức, rồi cắt 1 tai lừa mang về báo cáo. Hôm sau, Sở Chi nghe quân sĩ báo có một con lừa bị mất tai, bèn nói với tướng sĩ rằng:
Như vậy chắc chắn có gian tế lọt vào quân ta, cắt tai lừa để làm tin. Quân địch sắp tới rồi.
Rồi ông hạ lệnh đẵn cây liễu làm thành, rồi nhân mùa đông trời rét, ông cho dẫn nước vào hào cho đóng băng lại. Khi thành dựng xong thì quân Nhụ Nhụ kéo đến. Quân địch tuy đông nhưng không phá nổi, phải rút lui.
Nguỵ Thái Vũ Đế rất khen ngợi ông về chiến công đó, phong ông làm Trấn Tây tướng quân, Khai phủ nghi đồng tam ty, Vân trung trấn đại tướng, Thứ sử Sóc Châu.
Từ đó, Tư Mã Sở Chi trấn giữ biên cương phía bắc nước Nguỵ hơn 20 năm, nổi tiếng là người thanh liêm, cần kiệm.
Năm 464, ông mất, thọ 75 tuổi, được truy tặng là Chinh nam đại tướng quân, thuỵ là Trinh Vương.